# Маджораска
Маджораска (итал.  Maggiorasca) — гора в итальянских областях Эмилия-Романья и Лигурия.

## Описание
Гора Эмилианских Апеннин (1799 м), между высокими долинами Треббии и Таро. Хотя орографически она расположена на стороне По, её высота значительно превышает высоту вершин, расположенных вдоль горного хребта.